# 7つのバガテル
7つのバガテル 作品33 は、ルートヴィヒ・ヴァン・ベートーヴェンが作曲したバガテル集。

## 概要
バガテル（Bagatelle）という言葉は「取るに足らないもの」を意味するフランス語である。音楽作品としてのバガテルはフランソワ・クープランの1717年の作品を起源としており、ベートーヴェンのバガテル集は本作を皮切りに、この後11の新しいバガテル 作品119（1823年出版）、6つのバガテル 作品126（1825年出版）と続くことになる。
本作は1802年に幼少期の作品を集める形でまとめられ、1803年にウィーンの美術工芸社から作品33として出版された。当時のベートーヴェンは、交響曲第2番やオラトリオ『オリーヴ山上のキリスト』などの重要作品を完成させながらも、改善しない難聴への苦悩から『ハイリゲンシュタットの遺書』を書いている。しかし、彼は自らの芸術のために困難を克服して生きることを決意したのであった。
彼は自筆譜の中で、第1曲冒頭の余白に「1782」と書き入れている。もしこれが作曲年であるならばその時はまだ12歳の少年だったことになるため、彼はこの作品を曲集に組み入れるにあたって、徹底的な改訂を施したものと想像される。全曲の完成年であると考えるならば、1782年は早すぎると言わざるを得ない。
単純に過去作品を集めて編まれたものと思われる本作においては、曲同士の特別な関係性は認められない。楽曲の形式も大半が一般的な三部形式を採用している。一方で、全体的な構成には配慮がなされ、自由な発想の小品ならではの魅力を発している。

## 楽曲構成

### 第1曲
Andante grazioso, quasi allegretto 6/8拍子 変ホ長調
複合三部形式。譜例1に始まり、満ち足りた抒情とスフォルツァンドを付された劇的表現が交代しながら進んでいく。中間部は変ホ短調となり、当時のピアノの最高音へと到達する。楽想の切り替えに使われる即興的な走句は、後年付されたものではないかと推察される。
譜例1

### 第2曲
Scherzo. Allegro 3/4拍子 ハ長調
ハ長調のスケルツォの間にイ短調のミノーレを挟み、さらにトリオを有する。オフビートのアクセントを伴う右手に対して左手はティンパニを思わせるような応答を行う（譜例2）。ミノーレでは3連符の伴奏を得て新しい旋律が歌われる。
譜例2
トリオはスタッカートが付属する上昇音階が特徴的である（譜例3）。トリオの前後半をそれぞれ反復するとスケルツォへと戻り、主題とその変奏が奏される。最後はコーダを経て、ユーモラスさを維持したまま閉じられる。
譜例3

### 第3曲
Allegretto 6/8拍子 ヘ長調
三部形式に中間部に基づくコーダが付属する。譜例4の4小節に続いて、遠隔調にあたるニ長調で主題が反復される。中間部の表情も似通っており、終始穏やかな様子を維持しつつ、コーダでは終了に向かって音量を上げていく。
譜例4

### 第4曲
Andante 2/4拍子 イ長調
三部形式にコデッタを伴う。4声体で書かれており、その書法は弦楽四重奏を想起させる（譜例5）。対照的な中間部は謎めいており、伴奏音型のみが奏でられるかのようである。主部の再現では主題が装いを新たに奏でられる。
譜例5

### 第5曲
Allegro ma non troppo 3/4拍子 ハ長調
ロンド形式。上昇するアルペッジョに開始し、崩れ落ちる下降音型が後を追う（譜例6）。途中のハ短調の部分では3連符を伴奏において、右手は広がりのある旋律を奏していく。3連符の動きが曲を終幕へと導く。
譜例6

### 第6曲
Allegretto quasi andante 2/4拍子 ニ長調
三部形式。冒頭に「或る語りかけるような表情で」との指示がある。譜例7のように家庭を感じさせるような語り口で始まっていく。中間部にも主部の素材が使用されている。主部の再現時には主題が細かい音に変形されて出され、四分音符が下降するコーダによって勢いを落として閉じられる。
譜例7

### 第7曲
Presto 3/8拍子 変イ長調
ABABAの後に結尾が続く。スケルツォを拡大した構成という見方もできる。ベートーヴェンの奇抜な発想が示されていく（譜例8）。ここに見られる同音連打の伴奏とその後に主題がトリル的音型に分解される様子は、本作の出版年に作曲されていたピアノソナタ第21番（ヴァルトシュタイン）の第1楽章を想起させる。一方、ピアノソナタ第13番第2楽章との類縁性を指摘する声もある。
譜例8
Bの部分では、サステインペダルで低音を保持してアルペッジョが奏される（譜例9）。この箇所についても、ピアノソナタ第21番の終楽章や、ピアノソナタ第13番の第2楽章との関連が指摘されている。最終の結尾では分厚い和音で大きく盛り上がった後、弱音のスタッカートで幕を閉じる。
譜例9